# E.S.P. (Bee Gees-album)
 For alternative betydninger, se ESP.
E.S.P. er Bee Gees' 15. originale album, udgivet i 1987. Selvom det ikke nåede ind på Top 50 i USA, solgte det godt i Europa hvor det blev #5 i Storbritannien, #2 i Norge og Østrig og #1 i Tyskland og Schweiz. Det solgte 3 millioner kopier globalt.

## Spor
Alle numre af Barry, Robin og Maurice Gibb.
1. "E.S.P." – 5:35
2. "You Win Again" – 4:01
3. "Live or Die" (Hold Me Like a Child) – 4:42
4. "Giving up the Ghost" – 4:26
5. "The Longest Night" – 5:47
6. "This is Your Life" – 4:53
7. "Angela" – 4:56
8. "Overnight" – 4:21
9. "Crazy for Your Love" – 4;43
10. "Backtafunk" – 4:23
11. "E.S.P." (Vocal Reprise) – 0:30